# 케네스 퍼리드
케네스 버나드 퍼리드 루이스(영어: Kenneth Bernard Faried Lewis, 1989년 11월 19일 ~ )는 미국의 농구 선수로 포지션은 포워드 센터이다.

## 고등학교 시절
퍼리드는 뉴저지주 뉴어크에 있는 테크놀로지 고등학교에 다녔다. 뉴욕에 있는 메리스트 대학과 이오나 대학의 영입제의를 받았지만 켄터키주 모어헤드에 위치한 모어헤드 주립 대학교를 선택했다.